# Agrupación de Familiares de Detenidos Desaparecidos

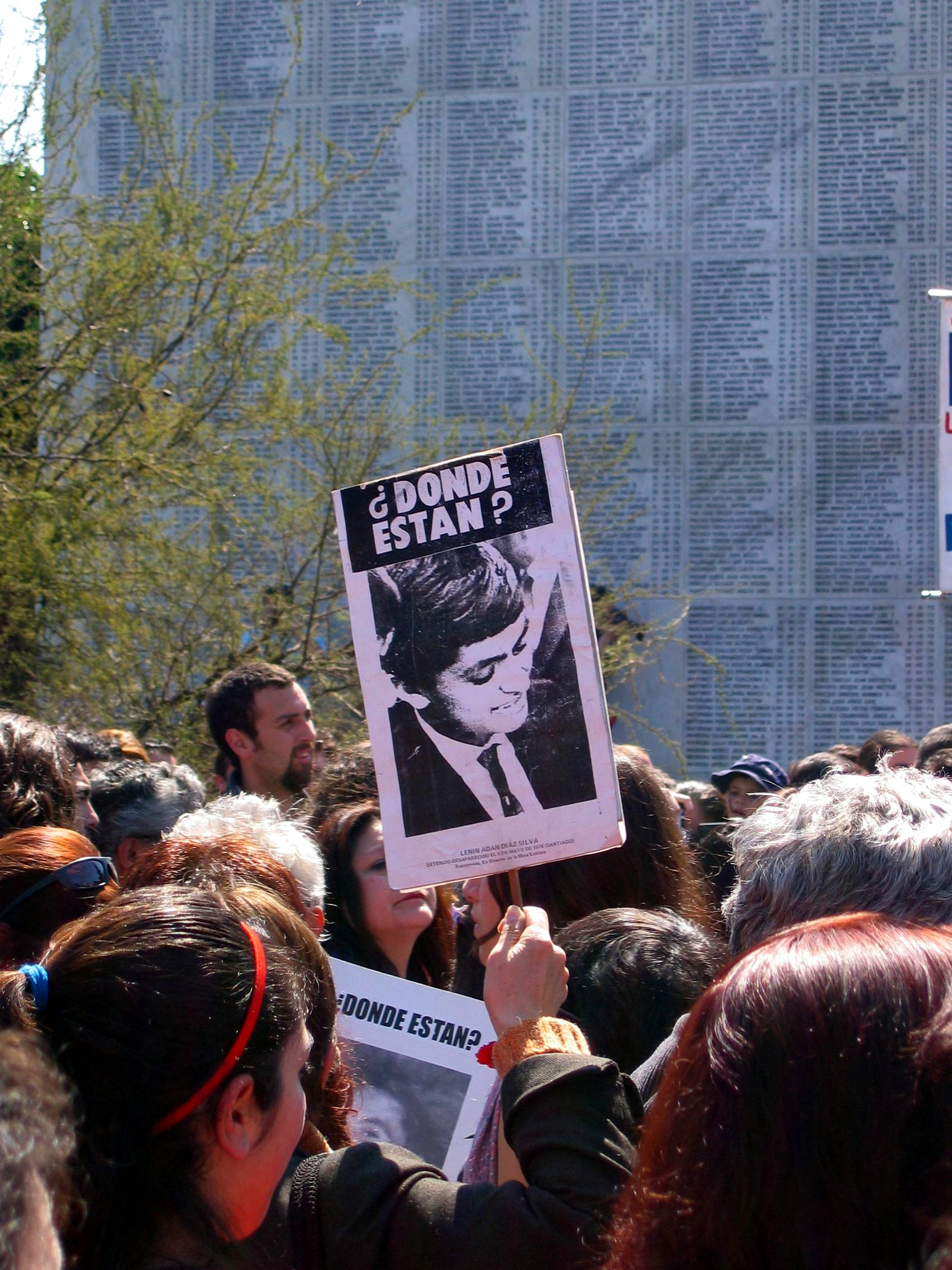
Conmemoración de los desaparecidos en Chile el 11 de septiembre de 2004, frente al Memorial del Detenido Desaparecido y del Ejecutado Político en el Cementerio General.

Agrupación de Familiares de Detenidos Desaparecidos es un organismo que reúne a los familiares de los detenidos desaparecidos durante la dictadura militar en Chile (1973-1990).

## Origen
Desde el mismo 11 de septiembre de 1973, la dictadura militar inició una masiva detención de adherentes u autoridades del gobierno de la Unidad Popular. Algunos de estos detenidos fueron ejecutados, para luego ser desaparecidos. Tal como lo señaló la Comisión de Verdad y Reconciliación se puede señalar que en Chile practicaron dos políticas de desaparición forzada de personas: 

"Una que prevaleció en los meses inmediatamente posteriores al 11 de septiembre de 1973.  Las detenciones al parecer fueron practicadas, en distintos puntos del país, por diversas unidades de uniformados, a veces acompañados de civiles.  En el fondo, consistieron en una ejecución sumaria o asesinato de la víctima, disponiéndose luego del cadáver (por lo común lanzándolo a un río o enterrándolo clandestinamente) todo ello seguido de negación de los hechos o de la entrega de versiones falsas.  La desaparición en estos casos es más bien un modo de ocultar o encubrir los crímenes cometidos, antes que el resultado de acciones sujetas a una coordinación central que tuvieran por objeto eliminar a categorías predeterminadas de personas.
La segunda forma de "desapariciones" fue practicada principalmente entre los años 1974 y 1977, siendo responsable principal, pero no única, la Dirección de Inteligencia Nacional (DINA).  En el conjunto de esos casos sí ha podido convencerse la Comisión de que había detrás una voluntad de exterminio, dirigida sistemáticamente y por motivaciones políticas, en contra de ciertas categorías de personas".

Se entiende por detenido desaparecido, según la Convención Interamericana sobre Desaparición Forzada de Personas, en su artículo 2: 

“se considera desaparición forzada la privación de la libertad a una o más personas, cualquiera que fuere su forma, cometida por agentes del Estado o por personas o grupos de personas que actúen con la autorización, el apoyo o la aquiescencia del Estado, seguida de la falta de información o de la negativa a reconocer dicha privación de libertad o de informar sobre el paradero de la persona".

En su libro sobre la Agrupación de Familiares, Mireya García, miembro de la agrupación, describe quienes son para ellos los detenidos desaparecidos: 

“son nuestros seres amados, nuestros esposos y esposas, nuestros hijos e hijas, nuestros padres y madres, nuestros hermanos y hermanas, abuelos, tías, sobrinos, parte de nuestras familias y de la sociedad".

El Comité Pro Paz tomó la iniciativa de apoyar a estas personas, acogiéndolas entregándoles un lugar donde pudieran compartir su situación. Dieron el apoyo social para la sobrevivir, dado que la mayor parte de los familiares que llegaban al Comité eran mujeres. El origen de la Agrupación son estas personas que compartían el fin específico de poder conocer el paradero de su familiar detenido. Este grupo: 

“empezó a funcionar a fines de 1974 con veinte miembros.  En marzo de 1975 contaba con 75 miembros y en junio del mismo año el número subió a 270, llegando a fines de 1975 a tener 323 miembros, representando un alto porcentaje de los afectados ya que en Santiago se estimaba que existían alrededor de 1.000 personas desaparecidas, habiendo perdido algunas de las mujeres que formaban parte de la agrupación a más de un familiar".

La Agrupación se constituyó formalmente una noche de 1975 en la casa del sindicalista Clotario Blest, ubicada en calle Ricardo Santa Cruz de Santiago Centro, contando con el patrocinio del Comité de Defensa de Derechos Humanos (CODEH), al que Blest pertenecía.
Mireya García, señala que el hecho que los impulsó para formar la Agrupación de Familiares de Detenidos Desaparecidos fue la publicación de la lista de las 119 personas de la Operación Colombo. Ante este hecho ellos asumieron una realidad: 

“Esta burda maniobra de la dictadura para responder ante la Comunidad Internacional acerca del destino de los detenidos desaparecidos, nos obligó a iniciar un proceso extraordinariamente doloroso, asumir que nuestros familiares estaban siendo asesinados y sus cuerpos enterrados en lugares secretos, o sea, estábamos enfrentados a la desaparición forzada de personas".

## Acciones de la agrupación durante la dictadura militar
En noviembre de 1976 se cerró el último centro de detención, Tres Álamos, recobrando la libertad los presos políticos. La Agrupación pudo comprobar que sus familiares no estaban entre los liberados, por tanto se buscaron instancias para exigir una respuesta ante la incertidumbre del destino de sus familiares. Para ello un grupo de familiares inició una huelga de hambre entre el 14 y 23 de junio de 1977 en la sede de la CEPAL. Pero no hubo respuestas. Nuevamente entre el 29 y 31 de diciembre de 1977 se realizó la segunda huelga de hambre de 90 familiares en la Iglesia San Francisco. En abril de 1978 el régimen promulgó el decreto ley 2191 que le entregaba una amnistía a los autores de crímenes contra los derechos humanos. Ante este hecho miembros de la Agrupación iniciaron la tercera huelga de hambre que duró 17 días, entre el 22 de mayo y el 8 de junio de 1978, en distintas parroquias de Santiago y el local de la UNICEF. Por la intercesión de la Iglesia el régimen se comprometió a investigar sobre las denuncias presentadas por desaparición forzada. Entre junio y agosto de 1978 se enviaron los informes de los casos de detenidos desaparecidos al Ministerio de Interior. Se entregaron 613 casos que estaban comprobados detalladamente. A pesar de las denuncias, la dictadura no entregó ninguna respuesta.
El 1 de diciembre de 1978 se descubrieron los restos de detenidos desaparecidos en la localidad de Lonquén. Los cuerpos encontrados era un grupo de campesinos de la localidad de Isla de Maipo que habían sido detenidos por uniformados en 1973. La Agrupación estuvo presente en una romería que se hizo hasta el lugar donde se encontraron los cuerpos, el 25 de febrero de 1979.
Como una medida de exigir a la autoridad una declaración y solución a sus demandas miembros de la Agrupación se encadenaron el 18 de abril de 1979 a las rejas del ex Congreso Nacional, donde entonces funcionaba el Ministerio de Justicia. Pero no hubo ninguna respuesta de la autoridad.

## La AFDD en democracia

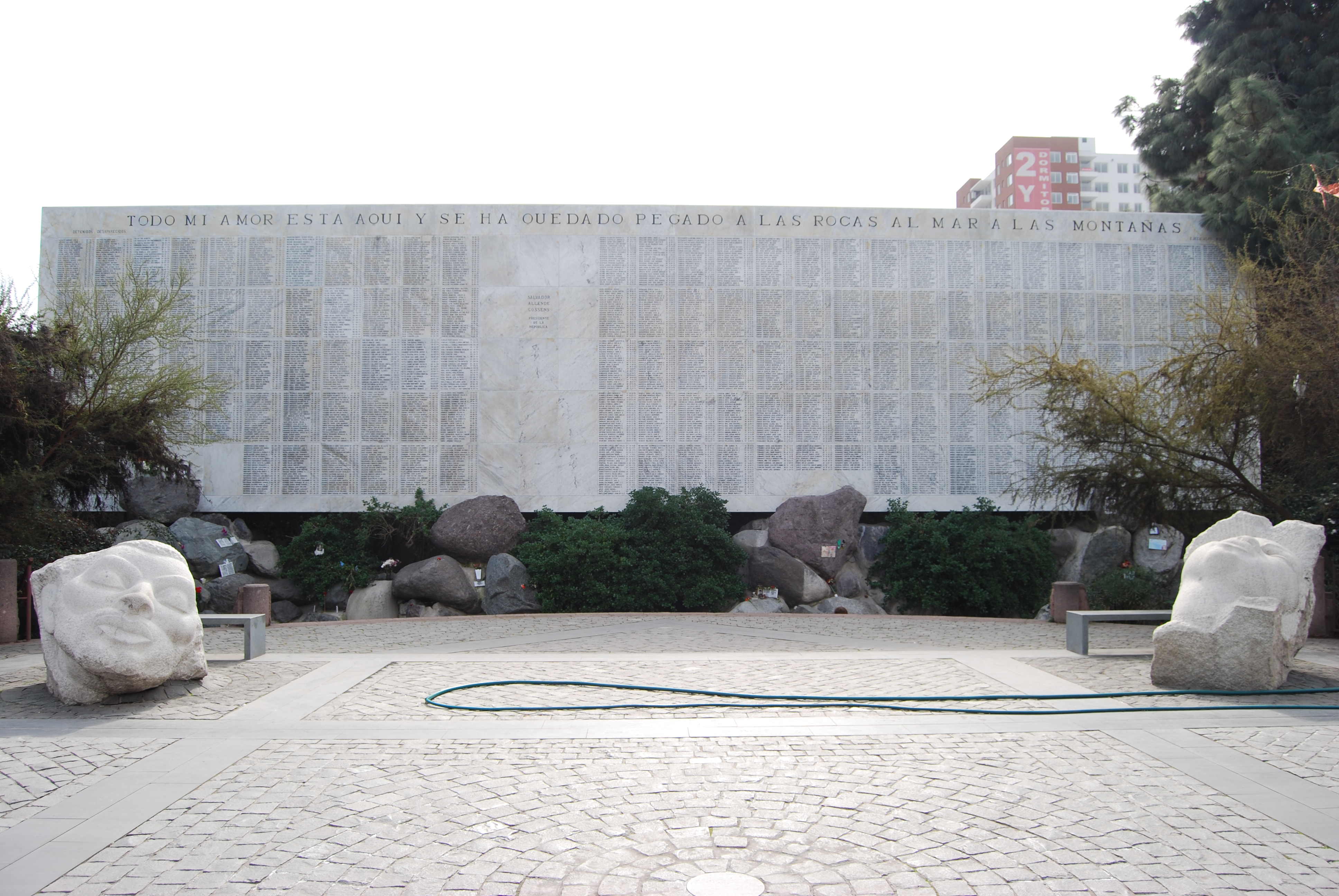
Memorial a los desaparecidos en el Cementerio General.

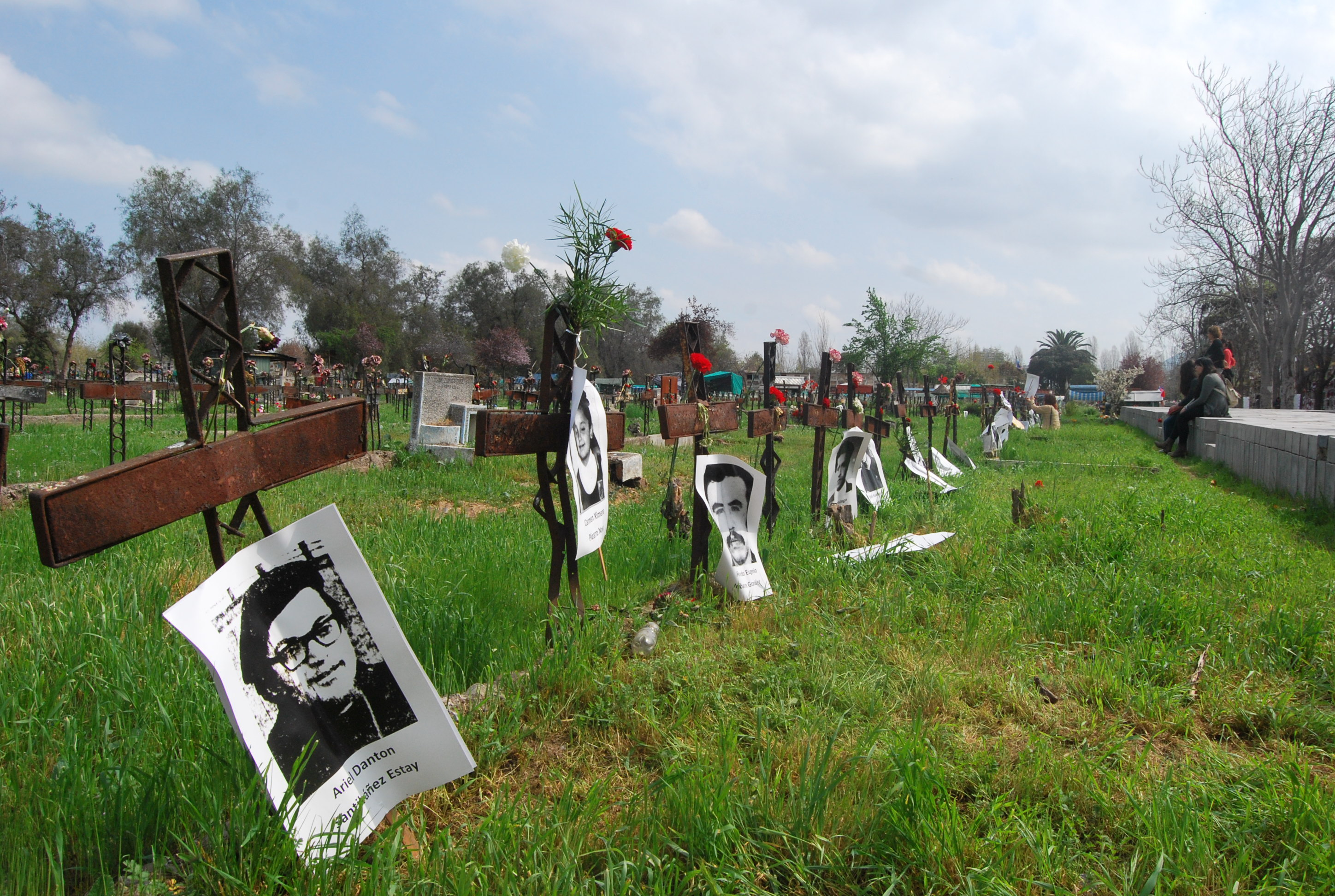
Patio Nº 29 del Cementerio General, con carteles dejados por la AFDD (11 de septiembre de 2013).

Luego del regreso de la democracia el conjunto folclórico de la Agrupación estuvo presente en el acto del Estadio Nacional de inicio del gobierno de Patricio Aylwin. Fue este mandatario que le encomendó a la Comisión de Verdad y Reconciliación el poder conocer el nombre, circunstancias de las personas detenidas y desaparecidas durante la Dictadura Militar. Este informe fue presentado al país el 8 de febrero de 1991. La Comisión Rettig estableció los nombres de aquellas personas que oficialmente quedaron como detenidas desaparecidas como también estableció una serie de reparaciones para sus familiares.
En el Cementerio General de Santiago se construyó un memorial donde están los nombres a las personas detenidas desaparecidas además de las ejecutadas. Este lugar se convirtió en un sitio de memoria para recordar a los detenidos desaparecidos, fue inaugurado el 26 de febrero de 1994.
Como un signo de su pertenencia a la Agrupación cada miembro lleva la foto de su familiar desaparecido adherido a su vestimenta. Cuando participan de actos llevan consigo una pancarta con la foto de su familiar junto con la frase “Dónde están”.
La Agrupación de Familiares de Detenidos Desaparecidos forma parte de la Federación Latinoamericana de Asociaciones de detenidos desaparecidos que agrupa a Asociaciones de Familiares de países de América Latina en los que se practicó la desaparición forzada de personas.

## Dependencias
Desde el fin del Comité Pro Paz los miembros de la Agrupación fueron acogidos en las instalaciones de la Vicaría de la Solidaridad. Luego del cierre de la Vicaría la Agrupación se trasladó a las instalaciones del FASIC, Fundación de Ayuda Social de las Iglesias Cristianas, en Avenida Manuel Rodríguez, Santiago. Actualmente la Agrupación de Familiares de Detenidos Desaparecidos cuenta con su propia sede, la Casa de la Memoria Sola Sierra, quien fuera una dirigente de la Agrupación, en Av. Cumming 1161, Barrio Brasil de Santiago.

## Dirigentes
En sus orígenes se encuentran los nombres de Ana González de Recabarren, Sola Sierra, Mireya García y Viviana Díaz. Han encabezado esta Agrupación Sola Sierra, esposa de un detenido desaparecido, Waldo Pizarro. Luego de su fallecimiento asumió Viviana Díaz, hija del detenido desaparecido Víctor Díaz. El año 2003 la hija de Sola Sierra, Lorena Pizarro, asumió la presidencia, y actualmente, desde 2022, encabeza la dirigencia Gaby Rivera Sanchez, hija de Juan Luis Rivera Matus, detenido y desaparecido en 1975. 
Presidentas:
- Sola Sierra (noviembre de 1977 – 1 de julio de 1999)
- Viviana Díaz (2 de julio de 1999 – 6 de enero de 2003)
- Lorena Pizarro Sierra (6 de enero de 2003 – enero de 2022)
- Gaby Rivera Sanchez (enero de 2022 – Presente)